# Tetsuya Ogura
Tetsuya Ogura (født 26. august 1970) er en tidligere japansk fodboldspiller.
Han har spillet for flere forskellige klubber i sin karriere, herunder Gamba Osaka.